# Otto Graf Lambsdorff
Otto Friedrich Wilhelm Freiherr von der Wenge Graf Lambsdorff, född 20 december 1926 i Aachen, död 5 december 2009 i Bonn, var en tysk (västtysk) politiker (FDP) som tjänstgjorde som ekonomi- och teknologiminister 1977-82 samt 1982-84, och var partiordförande för FDP 1988-1993.

## Biografi
Otto Graf Lambsdorff härstammar från den tyskbaltiska adelsfamiljen von Lambsdorff. Han gick i skolan i Berlin och senare i Brandenburg an der Havel. Från 1944 tjänstgjorde han i Wehrmacht och skadades under påsken 1945 svårt vid ett fientligt flyganfall i Thüringen. Efter kriget tog han studenten 1946 och studerade sedan juridik och statsvetenskap i Bonn och Köln. 1950 tog han juridisk statsexamen. 1951 blev han medlem i FDP. 
Lambsdorff dömdes 1987 för medhjälp till skattebrott till böter som en följd av Flickaffären. Affären gjorde också att han avgick som ekonomi- och teknologiminister 1984.